# U-564
| U-564 | U-564 | U-564 |
| --- | --- | --- |
| U 564 | | |
| | | |
| Зображення підводного човна підтипу VIIC                                                                     | | |
| Верф | Blohm + Voss, Гамбург                                                                                              | Blohm + Voss, Гамбург                                                                                              |
| Під прапором                                                                                                 | Третій Рейх | Третій Рейх |
| Належність                                                                                                   | Крігсмаріне | Крігсмаріне |
| Порт приписки                                                                                                | Кіль, Брест | Кіль, Брест |
| Замовлення                                                                                                   | 24 жовтня 1939 | 24 жовтня 1939 |
| Закладений                                                                                                   | 30 березня 1940 | 30 березня 1940 |
| Спуск на воду                                                                                                | 7 лютого 1941 | 7 лютого 1941 |
| Введений до складу флоту                                                                                     | 3 квітня 1941 | 3 квітня 1941 |
| На службі | 1941—1943 | 1941—1943 |
| Загибель | 14 червня 1943 року затоплений британським бомбардувальником «Вітлі» у Біскайській затоці                          | 14 червня 1943 року затоплений британським бомбардувальником «Вітлі» у Біскайській затоці                          |
| Сучасний статус                                                                                              | затоплений | затоплений |
| Бойовий досвід                                                                                               | Друга світова війна Битва за Атлантику * Конвой OG 69 * Конвой OG 71 Кампанія в Карибському морі                   | Друга світова війна Битва за Атлантику * Конвой OG 69 * Конвой OG 71 Кампанія в Карибському морі                   |
| Проєкт | | |
| Тип ПЧ | середній торпедний ДПЧ                                                                                             | середній торпедний ДПЧ                                                                                             |
| Вартість | 4 714 000 ℛℳ | 4 714 000 ℛℳ |
| Основні характеристики                                                                                       | | |
| Швидкість (надводна)                                                                                         | 17,9 вузлів | 17,9 вузлів |
| Швидкість (підводна)                                                                                         | 8 вузлів | 8 вузлів |
| Робоча глибина занурення                                                                                     | 100 м | 100 м |
| Гранична глибина занурення                                                                                   | 220 м | 220 м |
| Автономність плавання                                                                                        | 135—174 км на швидкості 4 вузли (в підводному положенні) 11 470 км на швидкості 10 вузлів (у надводному положенні) | 135—174 км на швидкості 4 вузли (в підводному положенні) 11 470 км на швидкості 10 вузлів (у надводному положенні) |
| Екіпаж | 44-60 осіб | 44-60 осіб |
| Розміри | | |
| Довжина найбільша (по КВЛ)                                                                                   | 67,1 м | 67,1 м |
| Ширина корпусу найб.                                                                                         | 6,2 м | 6,2 м |
| Висота | 9,6 м | 9,6 м |
| Середня осадка (по КВЛ)                                                                                      | 4,74 м | 4,74 м |
| Водотоннажність надводна                                                                                     | 769 т | 769 т |
| Силова установка                                                                                             | | |
| дизель-електрична; 2 дизельних двигуни MAN M 6 V 40/46, 2 електродвигуни Siemens-Schuckert-Werke GU 343/38-8 | | |
| Гвинти | 2 | 2 |
| Потужність                                                                                                   | 2800—3200 к.с. (дизелі) 750 к.с. (електродвигуни)                                                                  | 2800—3200 к.с. (дизелі) 750 к.с. (електродвигуни)                                                                  |
| Озброєння | | |
| Артилерія | 1 × 88-мм палубна гармата SK C/35                                                                                  | 1 × 88-мм палубна гармата SK C/35                                                                                  |
| Торпедно- мінне озброєння                                                                                    | 4 носових і один кормовий ТА 14 торпед або 26 мін TMA                                                              | 4 носових і один кормовий ТА 14 торпед або 26 мін TMA                                                              |
| ППО | 1 × 37-мм зенітна гармата Flak M42 2 × 20-мм зенітні гармати FlaK 30                                               | 1 × 37-мм зенітна гармата Flak M42 2 × 20-мм зенітні гармати FlaK 30                                               |

U-564 — німецький середній підводний човен типу VIIC, що входив до складу Військово-морських сил Третього Рейху за часів Другої світової війни. Закладений 30 березня 1940 року на верфі № 540 компанії Blohm + Voss у Гамбурзі. Спущений на воду 7 лютого 1941 року. 3 квітня 1941 року корабель увійшов до складу 1-ї навчальної флотилії ПЧ ВМС нацистської Німеччини.

## Історія
U-564 належав до німецьких підводних човнів типу VIIC, найчисельнішого типу субмарин Третього Рейху, яких було випущено 703 одиниці. Службу розпочав у складі 1-ї навчальної флотилії ПЧ. 1 червня 1941 року продовжив службу у бойовому складі цієї флотилії.
З червня 1941 до червня 1943 року U-564 здійснив 9 бойових походів в Атлантичний океан, в яких провів 398 днів. За цей час човен потопив 18 суден, сумарною водотоннажністю 95 544 GRT і 1 військовий корабель (британський корвет «Зінніа», 900 тонн), а також пошкодив чотири судна (28 907 GRT).
9 червня U-564 вийшов з військово-морської бази у свій останній похід разом з чотирма іншими підводними човнами, U-185, U-358, U-634 і U-653. О 18:59 13 червня патрульні літаки Королівських ПС «Сандерленд» помітили човни та атакували їх у Біскайській затоці поблизу мису Фіністер. Один літак націлився на U-564 і скинув бомби, але був збитий зенітним вогнем, загинули усі 11 членів екіпажу британського літака. U-564 зазнав серйозних пошкоджень і у супроводі U-185 повернув назад. 14 червня 1943 року їх виявив британський бомбардувальник «Вітлі», який розпочав стежити за U-Boot. U-564 через уже отримані пошкодження не міг зануритися. О 16:45 «Вітлі» атакував U-564. Два підводні човни відкрили зенітний вогонь, завдавши певної шкоди британському літаку, але глибинні бомби бомбардувальника завдали невиправних пошкоджень U-564, і о 17:30 той затонув. Пошкоджений «Вітлі» був змушений здійснити вимушену посадку на воду, де французький траулер врятував екіпаж. З числа екіпажу U-564 загинули 28 матросів, вижили 18, включаючи командира. U-185 підібрав їх і через дві години переправила на німецький есмінець Z24.

## Командири
- Корветтен-капітан Райнгард Зурен (3 квітня 1941 — 1 жовтня 1942)
- Оберлейтенант-цур-зее Ганс Фідлер (1 жовтня 1942 — 14 червня 1943)

## Перелік уражених U-564 суден у бойових походах
| №                                                        | Дата           | Командир ПЧ          | Назва             | Тип                | Належність                              | Водотоннажність (брт) | Вантаж | Конвой        | Результат та координати                                                 | Наслідки атаки для екіпажу      | Прим.                |
| -------------------------------------------------------- | -------------- | -------------------- | ----------------- | ------------------ | --------------------------------------- | --------------------- | --- | ------------- | ----------------------------------------------------------------------- | ------------------------------- | -------------------- |
| Перший похід (17.06—27.07.1941, 41 доба; Кіль—Брест)     |                |                      |                   |                    |                                         |                       | |               |                                                                         |                                 |                      |
| 1                                                        | 27 червня 1941 | Oblt. Райнгард Зурен | Maasdam           | суховантажне судно | Нідерланди                              | 8 812                 | | Конвой HX 133 | потоплено 60°00′ пн. ш. 35°37′ зх. д. / 60.000° пн. ш. 35.617° зх. д.   | 80 (2 загинули та 78 вижили)    |                      |
| 2                                                        | 27 червня 1941 | Oblt. Райнгард Зурен | Malaya II         | суховантажне судно | Велика Британія                         | 8 651                 | 3698 тонн металу, 2143 тонни пшениці та 413 тонн тротилу                                                           | Конвой HX 133 | потоплено 59°56′ пн. ш. 30°35′ зх. д. / 59.933° пн. ш. 30.583° зх. д.   | 49 (43 загинули та 6 вижили)    |                      |
| 3                                                        | 27 червня 1941 | Oblt. Райнгард Зурен | Kongsgaard        | танкер             | Норвегія                                | 9 467                 | 15 600 тонн легкої нафти                                                                                           | Конвой HX 133 | пошкоджений 60°00′ пн. ш. 30°42′ зх. д. / 60.000° пн. ш. 30.700° зх. д. | ? (? загинули та ? вижили)      |                      |
| 4                                                        | 29 червня 1941 | Oblt. Райнгард Зурен | Hekla             | суховантажне судно | Ісландія                                | 1 215                 | баласт |               | потоплено 58°20′ пн. ш. 43°00′ зх. д. / 58.333° пн. ш. 43.000° зх. д.   | 20 (14 загинули та 6 вижили)    |                      |
| Другий похід (16.08—27.08.1941, 12 діб; Брест—Брест)     |                | Oblt. Райнгард Зурен |                   |                    |                                         |                       | |               |                                                                         |                                 |                      |
| 5                                                        | 22 серпня 1941 | Oblt. Райнгард Зурен | Clonlara          | суховантажне судно | Ірландія                                | 1 203                 | 1000 тонн вугілля                                                                                                  | Конвой OG 71  | потоплено 40°43′ пн. ш. 11°39′ зх. д. / 40.717° пн. ш. 11.650° зх. д.   | 33 (20 загинули та 13 вижили)   |                      |
| 6                                                        | 22 серпня 1941 | Oblt. Райнгард Зурен | Empire Oak        | буксир             | Військово-морські сили Великої Британії | 484                   | | Конвой OG 71  | потоплений 40°43′ пн. ш. 11°39′ зх. д. / 40.717° пн. ш. 11.650° зх. д.  | 37 (23 загинули та 14 вижили)   |                      |
| 7                                                        | 23 серпня 1941 | Oblt. Райнгард Зурен | «Зінніа»          | корвет             | Військово-морські сили Великої Британії | 900                   | | Конвой OG 71  | потоплений 40°25′ пн. ш. 10°40′ зх. д. / 40.417° пн. ш. 10.667° зх. д.  | 65 (50 загинули та 15 вижили)   | корвет типу «Флавер» |
| Третій похід (16.09—01.11.1941, 47 діб; Брест—Лор'ян)    |                | Oblt. Райнгард Зурен |                   |                    |                                         |                       | |               |                                                                         |                                 |                      |
| 8                                                        | 24 жовтня 1941 | Oblt. Райнгард Зурен | Carsbreck         | суховантажне судно | Велика Британія                         | 3 670                 | 6000 тонн залізної руди                                                                                            | Конвой HG 75  | потоплено 36°20′ пн. ш. 10°50′ зх. д. / 36.333° пн. ш. 10.833° зх. д.   | 42 (24 загинули та 18 вижили)   |                      |
| 9                                                        | 24 жовтня 1941 | Oblt. Райнгард Зурен | Alhama            | суховантажне судно | Велика Британія                         | 1 352                 | 180 тонн винної кислоти, 1730 тонн цибулі, вин, пробки та 27 тонн генеральних вантажів                             | Конвой HG 75  | потоплено 35°42′ пн. ш. 10°58′ зх. д. / 35.700° пн. ш. 10.967° зх. д.   | 33 (усі вижили)                 |                      |
| 10                                                       | 24 жовтня 1941 | Oblt. Райнгард Зурен | Ariosto           | суховантажне судно | Велика Британія                         | 2 176                 | 650 тонн генеральних вантажів, включаючи пробку та руду                                                            | Конвой HG 75  | потоплено 36°20′ пн. ш. 10°50′ зх. д. / 36.333° пн. ш. 10.833° зх. д.   | 51 (6 загинули та 45 вижили)    |                      |
| Четвертий похід (18.01—06.03.1942, 48 діб; Лор'ян—Брест) |                | Oblt. Райнгард Зурен |                   |                    |                                         |                       | |               |                                                                         |                                 |                      |
| 11                                                       | 11 лютого 1942 | Oblt. Райнгард Зурен | Victolite         | танкер             | Канада                                  | 11 410                | баласт |               | потоплений 36°12′ пн. ш. 67°14′ зх. д. / 36.200° пн. ш. 67.233° зх. д.  | 47 (усі загинули)               |                      |
| 12                                                       | 16 лютого 1942 | Oblt. Райнгард Зурен | Opalia            | танкер             | Велика Британія                         | 6 195                 | 8000 тонн бензину та парафіну                                                                                      |               | пошкоджений 37°38′ пн. ш. 66°07′ зх. д. / 37.633° пн. ш. 66.117° зх. д. | 58 (усі вижили)                 |                      |
| П'ятий похід (04.04—06.06.1942, 64 доби; Брест—Брест)    |                | Oblt. Райнгард Зурен |                   |                    |                                         |                       | |               |                                                                         |                                 |                      |
| 13                                                       | 3 травня 1942  | Oblt. Райнгард Зурен | Ocean Venus       | суховантажне судно | Велика Британія                         | 7 174                 | 9450 тонн генеральних вантажів, у тому числі 4000 т свинцю, 4000 т пиломатеріалів, 1000 т оселедців і 80 т ацетону |               | потоплено 28°21′ пн. ш. 80°23′ зх. д. / 28.350° пн. ш. 80.383° зх. д.   | 47 (5 загинули та 42 вижили)    |                      |
| 14                                                       | 4 травня 1942  | Oblt. Райнгард Зурен | Eclipse           | танкер             | Велика Британія                         | 9 767                 | баласт | Конвой ON 87  | пошкоджений 26°30′ пн. ш. 80°00′ зх. д. / 26.500° пн. ш. 80.000° зх. д. | 47 (2 загинули та 45 вижили)    |                      |
| 15                                                       | 5 травня 1942  | Oblt. Райнгард Зурен | Delisle           | танкер             | США                                     | 3 478                 | 2800 тонн генеральних вантажів, зокрема палубний вантаж — камуфляжна фарба в сталевих бочках                       |               | пошкоджений 47°19′ пн. ш. 52°27′ зх. д. / 47.317° пн. ш. 52.450° зх. д. | 42 (усі вижили)                 |                      |
| 16                                                       | 8 травня 1942  | Oblt. Райнгард Зурен | Ohioan            | суховантажне судно | США                                     | 6 078                 | 6000 тонн марганцевої руди, 300 тонн вовни і 1300 тонн кореня солодки                                              |               | потоплено 26°31′ пн. ш. 79°59′ зх. д. / 26.517° пн. ш. 79.983° зх. д.   | 37 (15 загинули та 22 вижили)   |                      |
| 17                                                       | 9 травня 1942  | Oblt. Райнгард Зурен | Lubrafol          | суховантажне судно | Панама                                  | 7 138                 | 67 000 барелів мазуту                                                                                              |               | потоплений 26°26′ пн. ш. 80°00′ зх. д. / 26.433° пн. ш. 80.000° зх. д.  | 44 (13 загинули та 31 вцілілий) |                      |
| 18                                                       | 14 травня 1942 | Oblt. Райнгард Зурен | Potrero del Llano | танкер             | Мексика                                 | 4 000                 | 6132 тонни нафти                                                                                                   |               | потоплений 25°35′ пн. ш. 80°06′ зх. д. / 25.583° пн. ш. 80.100° зх. д.  | 35 (13 загинули та 22 вціліли)  |                      |
| Шостий похід (09.07—18.09.1942, 72 доби; Брест—Брест)    |                | Oblt. Райнгард Зурен |                   |                    |                                         |                       | |               |                                                                         |                                 |                      |
| 19                                                       | 19 липня 1942  | Oblt. Райнгард Зурен | Empire Hawksbill  | суховантажне судно | Велика Британія                         | 5 724                 | урядове майно | Конвой OS 34  | потоплено 42°29′ пн. ш. 25°56′ зх. д. / 42.483° пн. ш. 25.933° зх. д.   | 46 (усі загинули)               |                      |
| 20                                                       | 19 липня 1942  | Oblt. Райнгард Зурен | Lavington Court   | суховантажне судно | Велика Британія                         | 5 372                 | 6000 тонн державних запасів, включаючи 2 морські катери як палубний вантаж                                         | Конвой OS 34  | потоплено 42°38′ пн. ш. 25°28′ зх. д. / 42.633° пн. ш. 25.467° зх. д.   | 48 (7 загинули та 41 вцілілий)  |                      |
| 21                                                       | 19 серпня 1942 | Oblt. Райнгард Зурен | British Consul    | танкер             | Велика Британія                         | 6 940                 | баласт | Конвой TAW(S) | потоплений 11°58′ пн. ш. 62°38′ зх. д. / 11.967° пн. ш. 62.633° зх. д.  | 42 (2 загинули та 40 вціліли)   |                      |
| 22                                                       | 19 серпня 1942 | Oblt. Райнгард Зурен | Empire Cloud      | суховантажне судно | Велика Британія                         | 5 969                 | баласт | Конвой TAW(S) | потоплено 11°58′ пн. ш. 62°38′ зх. д. / 11.967° пн. ш. 62.633° зх. д.   | 54 (усі вижили)                 |                      |
| 23                                                       | 30 серпня 1942 | Oblt. Райнгард Зурен | Vardaas           | танкер             | Норвегія                                | 8 176                 | баласт |               | потоплений 11°35′ пн. ш. 60°40′ зх. д. / 11.583° пн. ш. 60.667° зх. д.  | 41 (усі вижили)                 |                      |